# Botrychiaceae
Botrychiaceae is een familie met vier geslachten varens uit de orde Ophioglossales. Deze familie wordt niet erkend in de herclassificatie van de varens door Smith et al. (2006) en is opgegaan in één overkoepelende familie, de Ophioglossaceae.

## Naamgeving enetymologie
De familie Botrychiaceae is vernoemd naar het geslacht Botrychium.